# A l'habitació
A l'habitació (títol original en anglès: In the Bedroom) és una pel·lícula estatunidenca dirigida el 2001 per Todd Field, basada en la novel·la Killings d'Andre Dubus. Aquesta pel·lícula ha estat doblada al català.

## Argument
La pel·lícula transcorre en una petita ciutat costanera de Maine, Estats Units. El jove estudiant d'arquitectura Frank Fowler (Nick Stahl), que està passant allà amb els seus pares les vacances d'estiu, s'enamora de Natalie, una jove mare de dos nens petits (Marisa Tomei). Es planteja si ha de tornar després de l'estiu a la Universitat o si no seria més feliç quedant-se un temps a la petita ciutat amb Natalie, guanyant-se la vida com a pescador de llagostes com va fer el seu avi i com ha estat fent durant l'estiu. A la seva relació s'oposen els seus pares (especialment la mare Sissy Spacek), i l'exmarit de Natalie, el violent i immadur fill de l'amo de la indústria conservera on treballa Frank.

## Repartiment
- Tom Wilkinson
- Sissy Spacek
- Nick Stahl
- Marisa Tomei
- William Mapother
- Celia Weston

## Premis i nominacions[calcitació]

### Premis
- 2002: Globus d'Or a la millor actriu dramàtica per Sissy Spacek

### Nominacions
- 2002: Oscar a la millor pel·lícula
- 2002: Oscar al millor actor per Tom Wilkinson
- 2002: Oscar a la millor actriu per Sissy Spacek
- 2002: Oscar a la millor actriu secundària per Marisa Tomei
- 2002: Oscar al millor guió adaptat per Rob Festinger i Todd Field
- 2002: Globus d'Or a la millor pel·lícula dramàtica
- 2002: Globus d'Or a la millor actriu secundària per Marisa Tomei
- 2002: BAFTA al millor actor per Tom Wilkinson
- 2002: BAFTA a la millor actriu per Sissy Spacek